# Stazione di Santo Stefano Lodigiano
Stazione di Santo Stefano Lodigiano vasútállomás Olaszországban, Lombardia régióban, Santo Stefano Lodigiano településen.

## Vasútvonalak
Az állomást az alábbi vasútvonalak érintik:
- Milánó–Bologna-vasútvonal

## Kapcsolódó állomások
A vasútállomáshoz az alábbi állomások vannak a legközelebb:
- Stazione di Codogno
- Stazione di Piacenza